# ジャン (ギーズ公)
ジャン・ドルレアン（フランス語: Jean d'Orléans, 1874年9月4日 - 1940年8月25日）は、フランスの旧王家オルレアン家の家長。ギーズ公（フランス語: Duc de Guise）の儀礼称号で呼ばれた。フランス人の王ルイ＝フィリップ1世の曾孫にあたる。

## 生涯

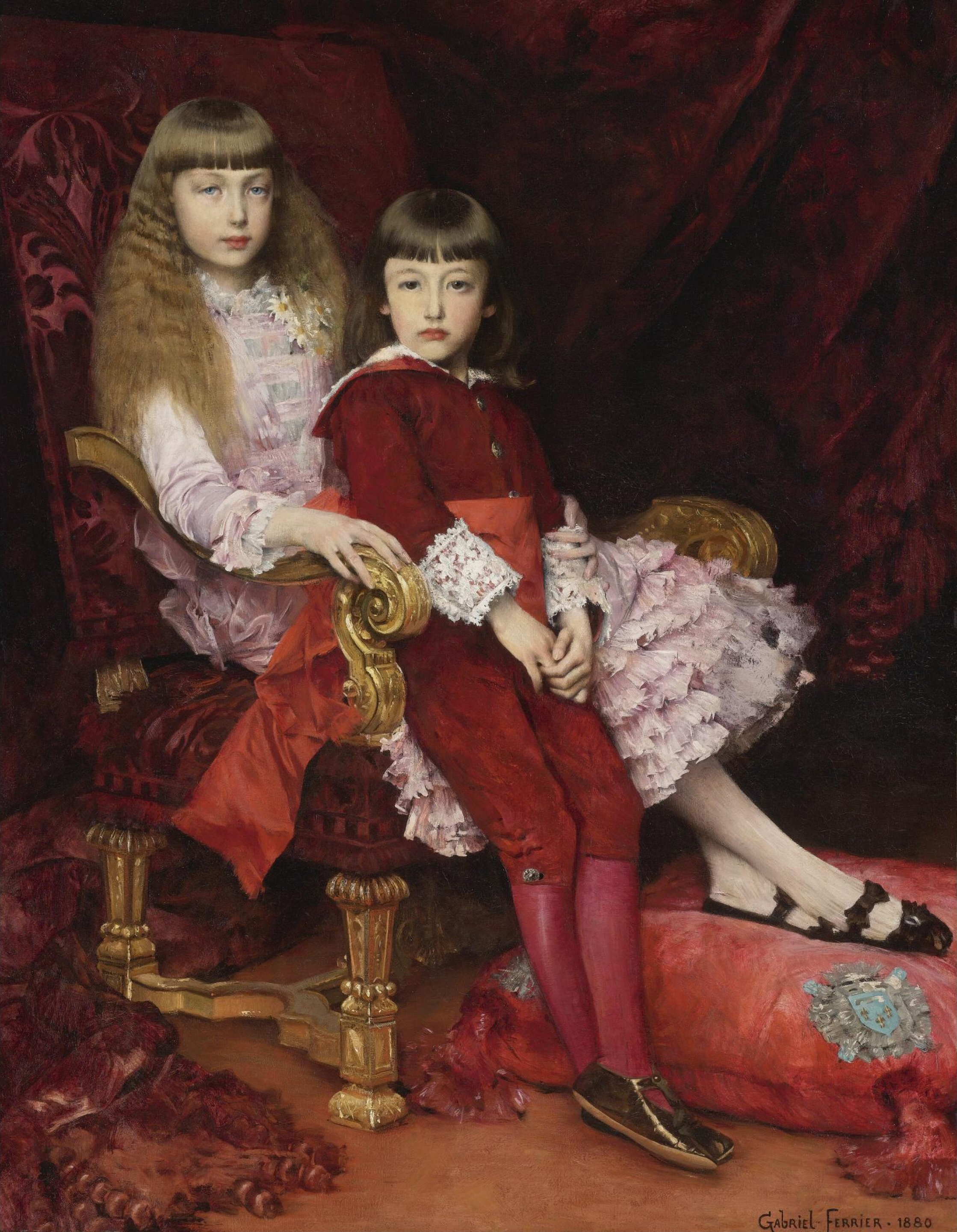
幼少期のジャンと姉マルグリット（ガブリエル・フェリエール画、1880年）

シャルトル公ロベールの三男（第5子）としてパリに生まれる。母はロベールの従妹のフランソワーズ（ルイ＝フィリップ1世の三男ジョアンヴィル公フランソワと、その妻でブラジル皇帝ペドロ1世の娘であるフランソワーズの長女）。全名はジャン・ピエール・クレマン・マリー（Jean Pierre Clément Marie）。
1899年、従妹にあたるイザベル（パリ伯フィリップとマリー＝イザベル・ドルレアン夫妻の三女）と結婚した。
1926年、オルレアン派のフランス王位請求者「フィリップ8世」であった従兄で義理の兄のオルレアン公フィリップ（イザベルの兄）が死去すると、ジャンが名目上のフランス王「ジャン3世（フランス語: Jean III）」となった。この王位請求は、「ジャック1世」とされた正統派（レジティミスト）のフランス王位請求者であるボルボン家のマドリード公ハイメと競合していた。
ジャンはアマチュアの歴史家かつ考古学者で、モロッコのラバト近郊にある広大な農場で家族と暮らしていた。彼と長男アンリは1886年亡命法によりフランスへの入国を禁じられていた。
1940年、スペイン領モロッコのララーチェで死去した。

## 子女
イザベルとの間に1男3女を儲けた。
- イザベル（1900年 - 1983年） - 1923年にアルクール伯マリー・エルベ・ジャン・ブルーノ（英語版）と結婚し、その後1934年にミュラ公ピエール[注釈 1]と再婚
- フランソワーズ（1902年 - 1953年） - 1929年、ギリシャ王子クリストフォロスと結婚
- アンヌ（英語版）（1906年 - 1986年） - 1927年、アオスタ公爵アメデーオと結婚
- アンリ（1908年 - 1999年） - オルレアン家家長